# 2144 Marietta
2144 Marietta è un asteroide della fascia principale. Scoperto nel 1975, presenta un'orbita caratterizzata da un semiasse maggiore pari a 2,8777864 au e da un'eccentricità di 0,0591225, inclinata di 2,83322° rispetto all'eclittica.
L'asteroide è dedicato alla scrittrice sovietica Marietta Šaginjan.